# Robert Fotherby
Robert Fotherby (muerto en 1646) fue un ballenero y explorador inglés de principios del siglo XVII. Desde 1613 hasta 1615 trabajó para la Compañía de Moscovia y desde 1615 hasta su muerte para la East India Company.

## Vínculos familiares
Había una familia de Fotherbys en Grimsby, Lincolnshire. Robert Fotherby pudo haber pertenecido a esa población de Grimsby.

## Viajes de caza de ballenas a Spitsbergen (Svalbard), 1613-1615

### 1613
Fotherby se encontraba entre la tripulación de siete barcos enviados por la Compañía de Moscovia a Groenlandia (Spitsbergen) en mayo de 1613. Servía como «compañero de maestría» (master's mate) a bordo del barco Matthew (250 toneladas), vicealmirante de la flota. El único hecho notable de que Fotherby habla en su diario fue que subió a un glaciar en Josephbukta, una bahía en el lado occidental de Recherchefjorden. Esto es importante ya que esa fue la primera expedición registrada a un glaciar en la historia de Spitsbergen. El glaciar en cuestión probablemente fuera Renardbreen (el glaciar del zorro).

### 1614
En 1614 Fotherby navegaba nuevamente como master's mate en el barco Thomasine, uno de los dos barcos enviados por la Compañía de Moscovia para explorar la costa de Spitsbergen. El buque zarpó de Inglaterra a principios de mayo y había llegado a la latitud de 75°N, al sur de Spitsbergen, a finales de mes.
El 22 de junio Fotherby entró en Magdalenefjorden, reclamándolo y también la pequeña bahía protegida en su costa sur, para el rey James I de Inglaterra grabando las armas del rey en una cruz de madera. Llamó a la primera Maudlin Sound y al último Trinity Harbor [puerto Trinidad].
En julio y agosto, Fotherby, junto con William Baffin, piloto de la Thomasine, usando dos chalupas hicieron varios viajes de exploración de la costa norte de Spitsbergen. Exploraron y nombraron el Raudfjorden Red-cliff Sound (su nombre moderno no es más que una corrupción de ese mismo nombre anterior). Fotherby nombró el cabo que separa sus dos ramas Point Deceit [Punta Engaño] (ahora llamado Narreneset, su equivalente en noruego), y su entrada oriental, Point Welcome (que los mapas modernos han situado erróneamente más hacia el este). La amplia y abierta bahía hacia el este la llamó Broad bay (Breibogen, su equivalente en noruego), y sus costas Red Beach. A lo largo de la playa Roja Fotherby vio evidencias de la presencia de la expedición de 1612 de Thomas Marmaduke por los fuegos que había hecho su tripulación. El extremo oriental de la playa Roja, ahora erróneamente marcado Velkomstpynten en las cartas modernas, fue bautizado por Fotherby como Redbeach Point. Los dos fiordos (Liefdefjorden y Woodfjorden) del sur de Breibogen y Reinsdyerflya, los marcó como Wiches Sound, en reconocimiento del armador y comerciante londinense Richard Wyche.
A principios de agosto Fotherby y Baffin subieron a la cima de una colina de la costa oriental del Woodfjorden y vieron una larga y amplia bahía (Wijdefjorden) y una punta hacia el noreste (Verlegenhuken). Llamó a la antigua Sir Thomas Smith's Inlet [entrada de Sir Thomas Smith] (al parecer fue nombrada anteriormente). Al ver otra chalupa en dirección a Gråhuken, o Castlins Point [punta de Castlins] como Fotherby lo nombró, fueron al norte, reuniéndose en la punta anteriormente mencionada. Ahí se encontraron una cruz hecha por los hombres de Marmaduke en 1612, con los nombres grabados de Laurence Prestwood y dos o tres más y fechada el 17 de agosto de 1612. Viajando por tierra y por mar, rodearon Gråhuken y varias leguas en Wijdefjorden, donde, a causa de la gruesa capa de hielo, se vieron obligados a viajar exclusivamente por tierra para explorar más a fondo el fiordo. Caminando a lo largo de su costa occidental, Fotherby y Baffin viajaron casi una legua, donde, desde una punta de tierra que se adentraba en el fiordo, fueron capaces de ver el final del Wijdefjorden varias leguas al sur. El hielo no les permitió seguir reconociendo más, así que regresaron a su nave, que estaba anclada en el puerto meridional de Fairhaven (Smeerenburgfjorden).
Trataron de navegar siguiendo la costa norte de Spitsbergen, pero solo pudieron llegar a la desembocadura del Wijdefjorden antes de ser forzados a dar marcha atrás a causa del hielo. El Thomasine salió de la latitud de Spitsbergen a principios de septiembre y estaba de regreso en Inglaterra a principios del próximo mes.

### 1615
En 1615 Fotherby otra vez era parte de una expedición de exploración, esta vez al mando de su propia nave, la pinaza Richard (20 toneladas). A pesar de que no logró encontrar el elusivo Hold-with-Hope de Henry Hudson (por lo general se cree que era parte de la costa oriental de Groenlandia), tropezó con las isla de Jan Mayen, convirtiéndose en la primera expedición inglesa documentada que llegó a esa isla. Pensando que era un nuevo descubrimiento, la llamó isla de Sir Thomas Smith, y al gran volcán, Beerenberg, que domina la parte noreste de la isla, monte Hackluyt. La isla pudo haber sido descubierta el año anterior por el holandés Fopp Gerritsz., que navegaba al mando de un ballenero enviado por el inglés John Clarke, de Dunkerque.

## East India Company
En octubre de 1615, tras el regreso de la campaña ballenera, una comisión de la East India Company consideró que Fotherby era «una persona muy apta para ser empleada en un descubrimiento por el lado sur del Cabo». A continuación aparece en noviembre de 1618 como supervisor de la Compañía para la fabricación de cuerdas en Deptford. Tres años más tarde se dijo que estaba «confirmado en su puesto y salario». En agosto del mismo año se trasladó a Blackwall Yard para actuar allí como agente de la Compañía, y en octubre de 1624 su salario fue incrementado. En agosto de 1627 Fotherby aparece mencionado como oficinista en Blackwall y otra vez en agosto de 1639, en referencia a su hijo, también llamado Robert, donde se dice que era un «antiguo y meritorio empleado de la Compañía en Blackwall». En julio de 1644, se le menciona como uno de los hombres elegidos como funcionarios de la Compañía: «Robert Fotherby, empleado en Blackwall». En septiembre del mismo año, las actas judiciales de la empresa declaran que Fotherby había servido como «empleado y secretario en Blackwall Yard» los últimos veintiséis años. Era el último hombre mencionado al servicio de la Compañía en el acta de un tribunal de mayo de 1646. En octubre la Compañía se enteró de su muerte, y el 16 del mismo mes, fue enterrado. Su hijo murió tres años más tarde.